# Marcelle Lenderová

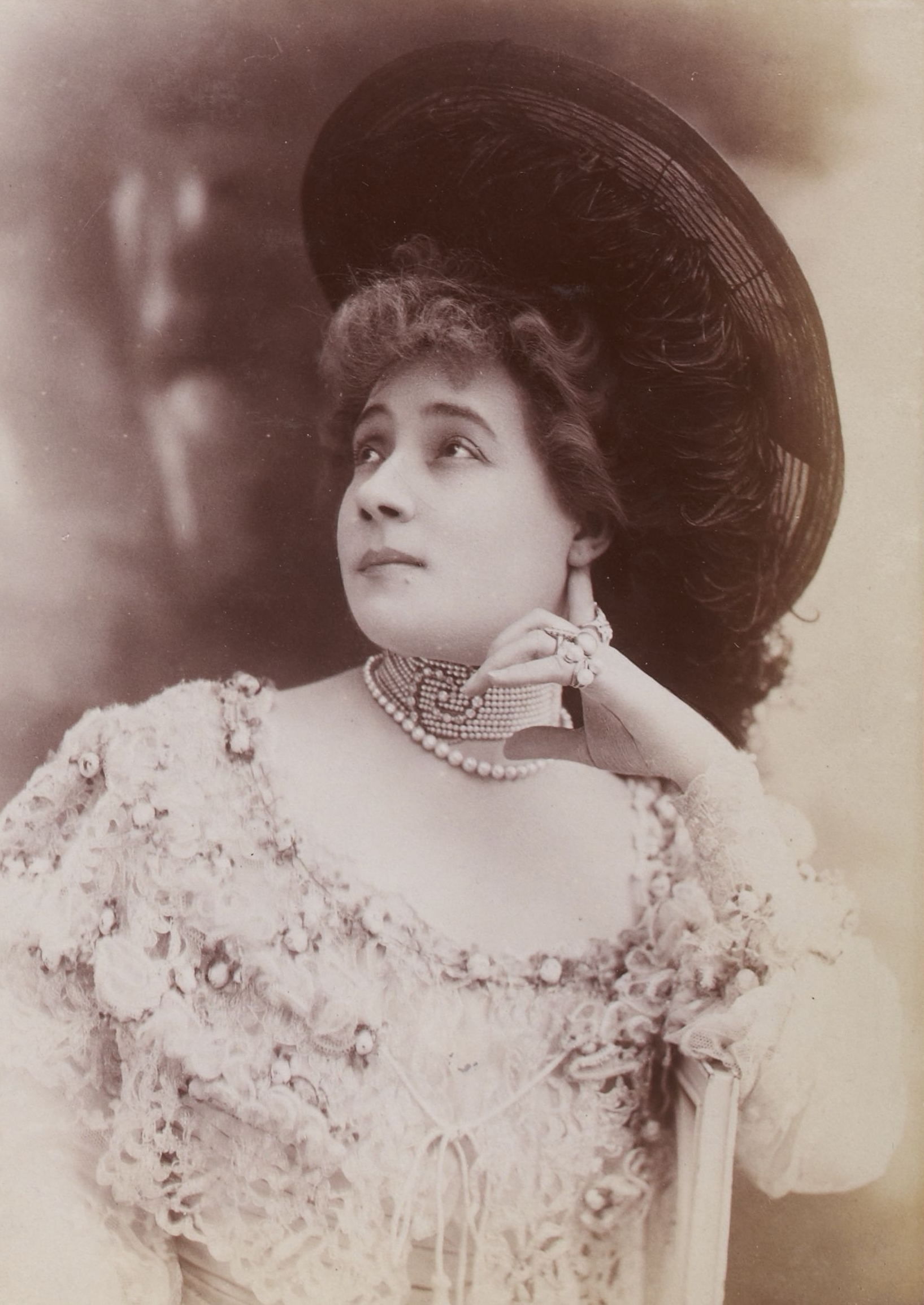

Marcelle Lenderová (vlastním jménem Anne-Marie Marcelle Bastien, 17. září 1861 Nancy, Francie – 27. září 1926 Paříž, Francie) byla francouzská zpěvačka a tanečnice, dnes známá především z obrazů Henriho de Toulouse-Lautrec.
Nejslavnějším Lautrecovým obrazem Lenderové je záznam jejího tanečního vystoupení v operetě Chilpéric od Florimonda Hervé, který se dnes nachází ve washingtonských sbírkách National Gallery of Art.

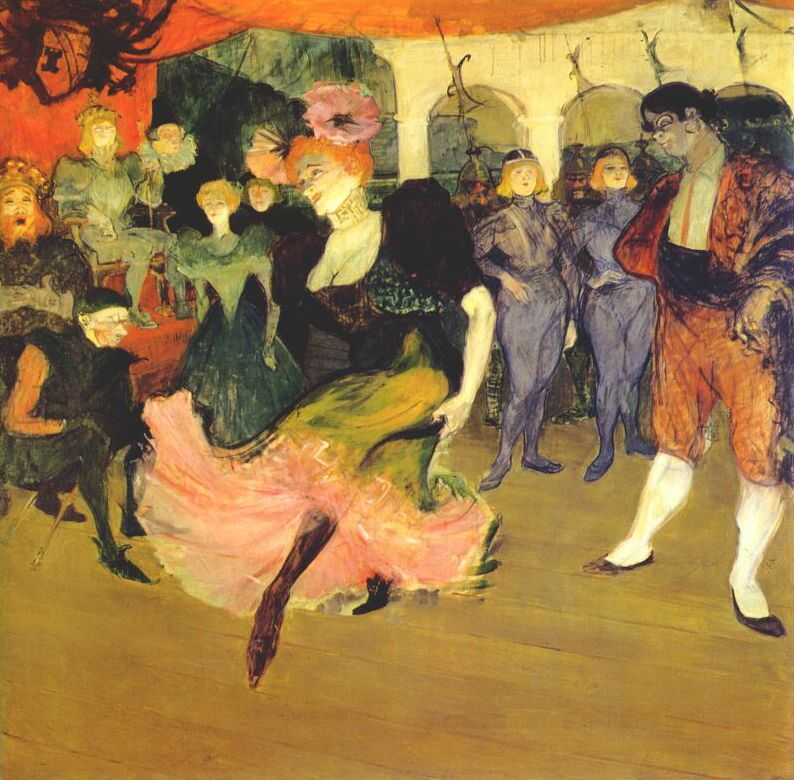
Henri de Toulouse-Lautrec: Marcelle Lenderová tančí bolero v operetě Chilpéric, 1895